# Копылы (Оренбургская область)
Копылы —хутор в Тюльганском районе Оренбургской области в составе Чапаевского сельсовета. 

## География
Находится на расстоянии примерно 17 километров по прямой на запад-северо-запад от районного центра поселка  Тюльган.

## Население
Население составляло 3 человека в 2002 году (казахи 100%), 3 по переписи 2010 года.